# Мадзарра-Сант-Андреа
Мадзарра́-Сант-Андре́а (итал. Mazzarrà Sant'Andrea) — коммуна в Италии, располагается в регионе Сицилия, в провинции Мессина.
Население составляет 1777 человек (2008 г.), плотность населения составляет 293 чел./км². Занимает площадь 7 км². Почтовый индекс — 98056. Телефонный код — 0941.
Покровителем коммуны почитается Пресвятая Богородица (Madonna delle Grazie), празднование в последнее воскресение августа и 31 мая.

## Демография
Динамика населения:

## Администрация коммуны
- Официальный сайт: https://web.archive.org/web/20090411084702/http://www.mazzarra.it/